# Kommuna
Il Kommuna (in russo Коммуна?), fino al 1922 il Volchov (in russo Волхов?), è una nave da salvataggio e recupero sottomarini con scafo a catamarano.
Costruita nel cantiere Putilov per conto della marina zarista, entra in servizio nel 1915.
All'epoca di costruzione era un'unità moderna e ben equipaggiata, perfettamente adatta a svolgere il suo ruolo. Le quattro gru con cui è attrezzata, con capacità di sollevamento da 250 tonnellate l'una, la mettevano in grado di recuperare gli scafi dei sommergibili affondati oppure in difficoltà.
La nave è rimasta in servizio oltre 100 anni, anche se attualmente risulta troppo piccola per essere utilizzata con i moderni sottomarini in servizio con la marina russa.
Nel corso dell'invasione russa dell'Ucraina risultava operativa nella Flotta del Mar Nero ormeggiata a Sebastopoli.
Nell'aprile 2022, durante l'invasione russa dell'Ucraina, la nave è stata impiegata nelle attività militari di ricerca successive all'affondamento dell'incrociatore Moskva.
Il 21 aprile 2024, sempre nel corso dell'invasione russa dell'Ucraina, secondo fonti ucraine la nave è stata danneggiata con un missile Neptun mentre era ormeggiata a Sebastopoli.
A tale data la marina russa aveva rimosso gran parte delle navi da Sebastopoli, per metterle fuori dalla portata degli assetti ucraini, e la nave Kommuna era una delle poche ancora rimaste nell’area.
Portavoce russi riferiscono invece che un missile antinave è stato respinto a Sevatopol e che frammenti del missile abbiano causato un piccolo incendio, rapidamente spento.

Immagini satellitari del 22 aprile 2024 non evidenziano danni osservabili all'imbarcazione.

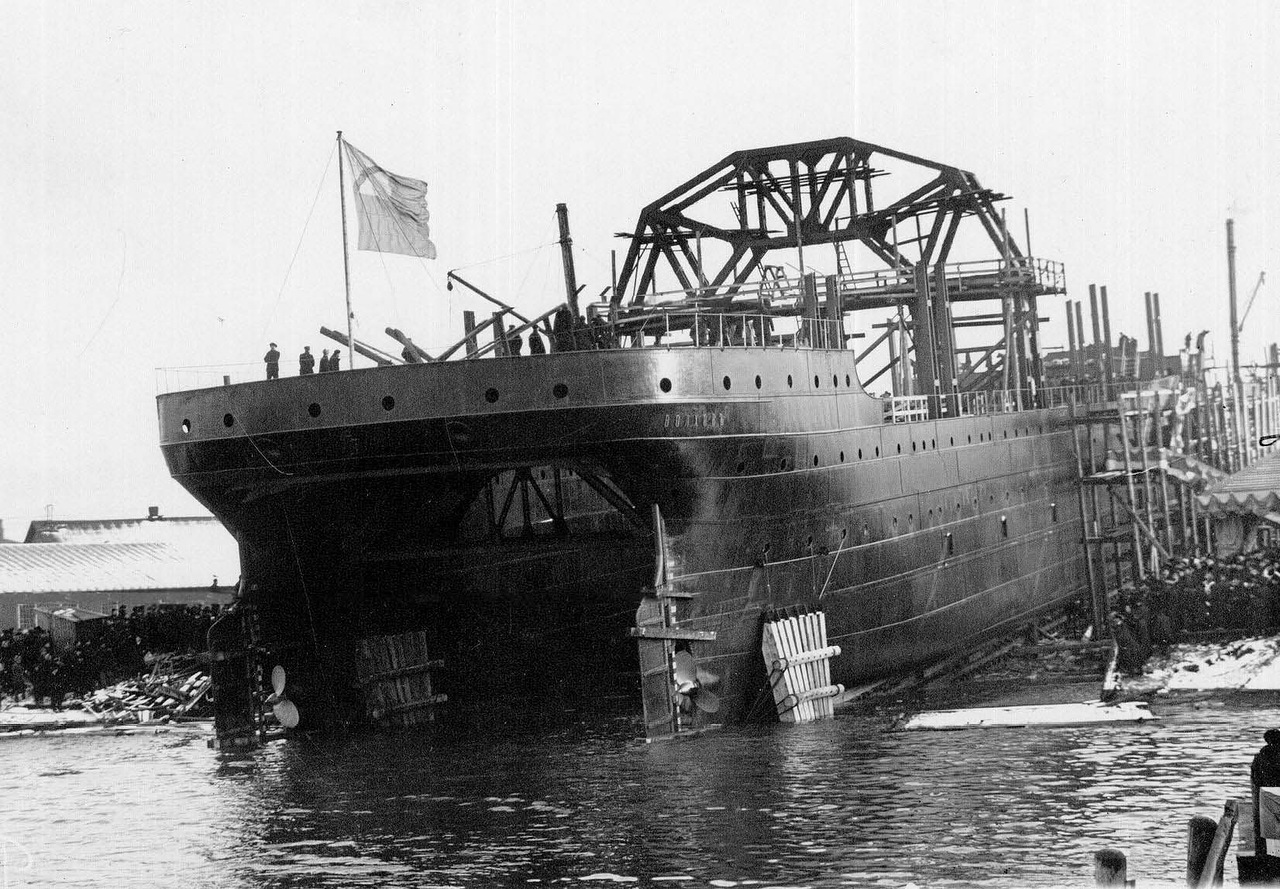
Varo della Volchov (17 novembre 1913), cantiere Putilov a San Pietroburgo